# 舊別伊濟米
49°57′15″N 26°59′2″E / 49.95417°N 26.98389°E
舊別伊濟米（烏克蘭語：Старі Бейзими），是烏克蘭的村落，位於該國西部赫梅利尼茨基州，由舍佩蒂夫卡區負責管轄，面積0.06平方公里，海拔高度265米，2001年人口161。